# 黑森-卡塞爾的瑪麗 (1796-1880)
黑森-卡塞爾的瑪麗（德語：Marie von Hessen-Kassel，1796年1月21日—1880年12月30日），梅克倫堡-施特雷利茨大公夫人，1817年至1860年在位。

## 家庭
1817年，瑪麗與梅克倫堡-施特雷利茨大公格奧爾格結婚，兩人共有2子2女：
1. 路易絲（1818年—1842年）
2. 腓特烈·威廉（1819年—1904年）
3. 卡羅琳（1821年—1876年）
4. 格奧爾格·奧古斯特（1824年—1876年）